# 미하일 7세 두카스

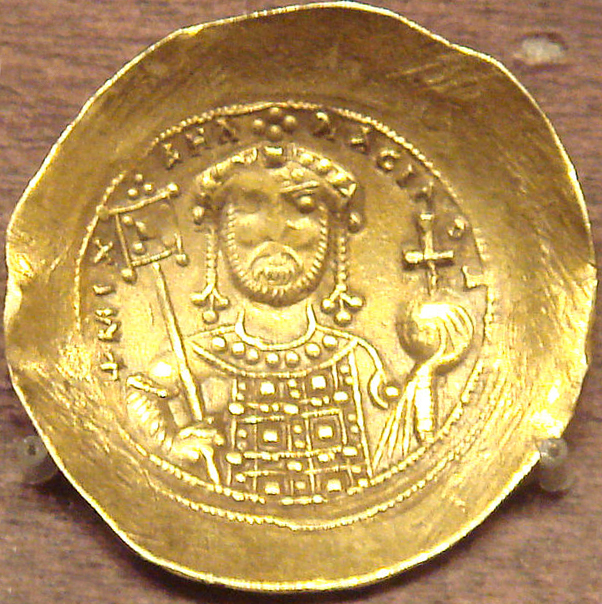
미카엘 7세 주화

미하일 7세 두카스(그리스어: Μιχαήλ Ζ΄ Δούκας, 1050년 – 1090년)는 1071년부터 1078년까지 동로마 황제였다. 별칭은 파라피나케스(Parapinakēs, 4분의 1이란 뜻)였다.
미하일 두카스는 콘스탄티노스 10세 두카스와 황후 에우도키아 마크렌보리티사의 맏아들로 콘스탄티노스가 황제에 오르기 전에 1050년 경에 태어났다. 아버지 콘스탄티노스가 1067년 죽자 그는 아직 스스로 제국을 통치하기 힘든 나이였고 정치에 전혀 관심이 없었기 때문에 어머니 에우도키아가 대신 제국을 다스렸다.
1068년 1월 1일 에우도키아가 로마노스 4세 디오예니스와 결혼함으로써 로마노스가 황제가 되었고 미카엘은 다른 두 동생과 함께 명목상 공동 황제로 되었다. 1071년 여름, 로마누스가 만지케르트 전투에서 알프 아르슬란이 이끄는 셀주크 제국군에게 대패하고 포로로 잡혔는데 그의 삼촌 요한네스와 스승인 미카엘 프셀로스는 로마누스를 폐위하고 황후 에우도키아를 수녀원에 유폐시킨후 미카엘을 정식 황제로 삼았다. 셀주크 투르크의 포로에서 풀려난 로마누스는 미카엘의 제위를 인정하지 않고 군대를 모아 콘스탄티노폴리스로 진격했는데 결국 패하고 실명의 형벌을 받았고 그로 인해 생긴 상처로 죽었다.
미하일의 치세는 처음부터 혼란의 연속이었다. 1072년 불가리아에서 반란이 일어난 것을 기점으로 곳곳에서 반란이 줄을 이었고 1073년 셀주크 투르크가 만지케르트의 승리에 대한 보상을 요구하며 아나톨리아로 진군해 들어왔다. 서방교회는 점점 더 제국의 영토로 세력을 확장했고 제국 본토의 물가는 엄청나게 올라서 화폐가치가 1/4로 내렸기 때문에 미카엘의 별명이 "4분의 1"(파라피나케스)이 되었다.
미하일은 심약하고 무능했고 환관 니케포리체스의 손아귀에 좌지우지 되었다. 니케포리체스는 프셀루스와 요한네스 두카스를 몰아내고 사악한 정치를 펼쳤다. 또한 노르만족 용병대장인 루셀이 반란을 일으켰는데 이를 저지하기 위해 셀주크를 끌어들여 결국 셀주크의 아나톨리아 지배를 공고히 하게 만드는 실책을 저질렀다.
1077년 11월 장군 니케포로스 브리엔니오스는 아드리아노폴리스에서 황제를 자칭하고 거의 동시에 제국의 동쪽에서도 니키포로스 보타니아티스도 아나톨리아에서 반란을 일으켰다. 이듬해 3월 치솟는 물가로 인해 콘스탄티노폴리스에서 폭동이 일어났고 미하일은 제위에서 쫓겨나고 수도원에 유폐되었다. 나중에 그는 에페소스 대주교가 되었고 1090년 경 콘스탄티노폴리스에서 죽었다.